# Bliźniaczki ze Sweet Valley High
Bliźniaczki ze Sweet Valley High (oryg. Sweet Valley High) – seria książeczek dla dziewcząt autorstwa Francine Pascal.
Książki opowiadają o codziennych perypetiach nastoletnich bliźniaczek: Elizabeth i Jessiki Wakefieldów, mieszkających w fikcyjnym miasteczku Sweet Valley w Kalifornii, oraz ich szkolnych przyjaciół.

## Książki i dodatki
Książki powstają regularnie od 1984 i w samej tylko "oryginalnej" serii powstały ich 143 tomy. Oprócz wspomnianej serii "pierwotnej" autorka stworzyła kilka kolejnych (spin-offów).
- Seria oryginalna – 143 tomy, powstałe w latach 1984–1998
- Super Editions – 12 tomów, powstałych w latach 1985–1998
- Super Thrillers – 9 tomów, powstałych w latach 1989–1999
- Super Stars – 5 tomów, powstałych w latach 1990–1992
- Magna Editions – 12 tomów, powstałych w latach 1994–1997
- Sweet Valley Kids – 76 tomów
- Sweet Valley Kids: Super Snooper Editions – 7 tomów
- Sweet Valley Kids: Super Special Editions – 5 tomów
- Sweet Valley Twins – 118 tomów
- Sweet Valley Twins: Super Editions – 14 tomów
- Sweet Valley Twins: Super Chillers – 9 tomów
- Sweet Valley Twins: Magna Editions – 3 tomy
- Sweet Valley Twins: The Unicorn Club – 23 tomy
- Sweet Valley Twins: Team Sweet Valley – 2 tomy
- Sweet Valley Junior High – 30 tomów
- Sweet Valley High: Senior Year – 48 tomów, powstałych w latach 1999–2003
- Sweet Valley University – 63 tomy
- Sweet Valley University: Thriller Editions – 18 tomów
- Elizabeth – 6 tomów, powstałych w roku 2001
- Sweet Valley Confidential – 11 tomów
- Sweet Valley: The Sweet Life – zapowiedziano 6 tomów

Obok setek książek stworzono wiele produktów towarzyszących, takich jak puzzle, gry planszowe, audiobooki, lalki, kalendarze oraz książki o książkach i serialu itp.

## Bliźniaczki ze Sweet Valley Highw Polsce
W Polsce w 1996 ukazało się prawdopodobnie zaledwie sześć pierwszych tomów, nakładem Oficyny Wydawniczej RYTM – Wydawnictwo WAZA.
1. Rywalki w miłości (Double Love)
2. Straszliwa tajemnica (Secrets)
3. Igranie z ogniem (Playing With Fire)
4. Próba sił (Power Play)
5. Przez całą noc (All Night Long)
6. Niebezpieczna miłość (Dangerous Love)

## Ekranizacja
Powiastki te zostały zekranizowane w formie serialu telewizyjnego, emitowanego w latach 1994–1997. W połowie lat 90.  XX w. pokazywała go polska stacja RTL 7.